# 上池台
上池台（かみいけだい）は、東京都大田区の地名。大規模な商業施設は少なく、住宅街がほとんどである。現行行政地名上池台一丁目から上池台五丁目。住居表示実施済区域。

## 地理
東京都大田区の北西部に位置している。南北に細長い形をしており、最北部の一丁目から最南部の五丁目に至るまで南に伸びている。
北で東京都大田区南千束、東京都品川区旗の台と、東で東京都大田区北馬込、東京都大田区中馬込、東京都大田区西馬込と、南で東海道新幹線、横須賀線を境に、東京都大田区仲池上と、西で東京都大田区東雪谷と隣接している。南部は上池上とも呼ばれている。
一丁目を環七通り（東京都道318号環状七号線）と中原街道が交差している。また、東急池上線長原駅周辺には商店が集中し、拠点的な地域になっている。二丁目は東急池上線洗足池駅の東側に位置している。三丁目と四丁目、五丁目の中央を上池上通り（上池上商店街）が貫いている。
上池上通りは、後述するように過去に学研が通り沿いに本社を置いていたため、学研通りとも呼ばれる。

### 地価
住宅地の地価は、2025年（令和7年）1月1日の公示地価によれば、上池台1-35-5の地点で56万5000円/m2、
上池台2-40-2の地点で59万4000円/m2となっている。

## 世帯数と人口
2024年（令和6年）4月1日現在（東京都発表）の世帯数と人口は以下の通りである。
| 丁目         | 世帯数     | 人口     |
| ------------ | ---------- | -------- |
| 上池台一丁目 | 2,682世帯  | 4,485人  |
| 上池台二丁目 | 1,914世帯  | 3,585人  |
| 上池台三丁目 | 2,312世帯  | 4,811人  |
| 上池台四丁目 | 2,278世帯  | 4,431人  |
| 上池台五丁目 | 2,935世帯  | 5,857人  |
| 計           | 12,121世帯 | 23,169人 |

### 人口の変遷
国勢調査による人口の推移。
| 年                 | 人口   |
| ------------------ | ------ |
| 1995年（平成7年）  | 19,865 |
| 2000年（平成12年） | 20,387 |
| 2005年（平成17年） | 21,370 |
| 2010年（平成22年） | 22,252 |
| 2015年（平成27年） | 23,022 |
| 2020年（令和2年）  | 23,932 |

### 世帯数の変遷
国勢調査による世帯数の推移。
| 年                 | 世帯数 |
| ------------------ | ------ |
| 1995年（平成7年）  | 8,646  |
| 2000年（平成12年） | 9,214  |
| 2005年（平成17年） | 9,964  |
| 2010年（平成22年） | 10,507 |
| 2015年（平成27年） | 11,312 |
| 2020年（令和2年）  | 12,049 |

## 学区
区立小・中学校に通う場合、学区は以下の通りとなる（2023年3月時点）。
| 丁目         | 番地                               | 小学校                 | 中学校                 |
| ------------ | ---------------------------------- | ---------------------- | ---------------------- |
| 上池台一丁目 | 1〜17番 20番                       | 大田区立赤松小学校     | 大田区立大森第六中学校 |
| 上池台一丁目 | 18〜19番 21〜31番                  | 大田区立小池小学校     | 大田区立大森第六中学校 |
| 上池台一丁目 | 32〜53番                           | 大田区立小池小学校     | 大田区立貝塚中学校     |
| 上池台二丁目 | 7番、8番                           | 大田区立小池小学校     | 大田区立貝塚中学校     |
| 上池台二丁目 | 1〜6番 9〜40番                     | 大田区立小池小学校     | 大田区立大森第六中学校 |
| 上池台三丁目 | 1〜8番 10〜14番 19〜41番           | 大田区立小池小学校     | 大田区立貝塚中学校     |
| 上池台三丁目 | 9番 15〜18番 42〜44番              | 大田区立池雪小学校     | 大田区立貝塚中学校     |
| 上池台三丁目 | 45〜47番                           | 大田区立池雪小学校     | 大田区立雪谷中学校     |
| 上池台四丁目 | 1番、2番                           | 大田区立馬込第三小学校 | 大田区立貝塚中学校     |
| 上池台四丁目 | 3〜47番                            | 大田区立小池小学校     | 大田区立貝塚中学校     |
| 上池台五丁目 | 16番、17番                         | 大田区立小池小学校     | 大田区立貝塚中学校     |
| 上池台五丁目 | 1〜7番 13〜15番                    | 大田区立馬込第三小学校 | 大田区立貝塚中学校     |
| 上池台五丁目 | 8〜12番 18〜19番 21〜22番 25〜29番 | 大田区立池雪小学校     | 大田区立貝塚中学校     |
| 上池台五丁目 | 30〜38番                           | 大田区立池雪小学校     | 大田区立雪谷中学校     |

## 事業所
2021年（令和3年）現在の経済センサス調査による事業所数と従業員数は以下の通りである。
| 丁目         | 事業所数  | 従業員数 |
| ------------ | --------- | -------- |
| 上池台一丁目 | 274事業所 | 1,667人  |
| 上池台二丁目 | 131事業所 | 831人    |
| 上池台三丁目 | 100事業所 | 580人    |
| 上池台四丁目 | 96事業所  | 876人    |
| 上池台五丁目 | 162事業所 | 1,252人  |
| 計           | 763事業所 | 5,206人  |

### 事業者数の変遷
経済センサスによる事業所数の推移。
| 年                 | 事業者数 |
| ------------------ | -------- |
| 2016年（平成28年） | 784      |
| 2021年（令和3年）  | 763      |

### 従業員数の変遷
経済センサスによる従業員数の推移。
| 年                 | 従業員数 |
| ------------------ | -------- |
| 2016年（平成28年） | 4,990    |
| 2021年（令和3年）  | 5,206    |

## 交通

### 鉄道
一丁目と四丁目は東急池上線長原駅が、二丁目と三丁目は東急池上線洗足池駅が最寄駅となっている。五丁目は鉄道駅からはやや離れている。

### バス
東急バスの路線が通る。各路線とも大森駅がターミナルとなる。
- 森91系統：大森駅（大森操車所）・新代田駅方面（環七沿いを運行）
- 森05系統：大森駅（大森操車所）・洗足池方面
- 森06系統：上池上循環（外回り）夫婦坂、馬込駅前、大森駅方面
- 森07系統：上池上循環（内回り）上池上、池上駅前、大森駅方面

上池台町域内にあるバス停留所は次の通りである。
- 上池上、上池上商店街、大東園前、稲荷坂、貝塚坂、夫婦坂

### 道路
- 東京都道318号環状七号線（環七通り）
- 東京都道2号東京丸子横浜線（中原街道）
- 上池上通り

## 施設

### 公園
- 洗足小池
- 上池台小池公園
- 上池台三丁目公園
- 上池台射水坂公園
- 上池台四丁目公園

### 区民センター
- 洗足区民センター

### 商店街
- ぱすてる長原 - 東急池上線長原駅付近に所在。
- 上池上商店街
- 小池商栄会[15]

### スーパー等
- 東急ストア長原店[16]
- 東急ストア上池台店[17]
- トップ洗足池店[18]
- ダイソー長原東急ストア店[19]
- ダイソー上池台東急ストア店[20]
- ノジマ上池台東急ストア店[21]

### レストラン
- 夢庵上池台店[22]
- デニーズ上池台店[23]
- サイゼリヤ上池台東光ビル店[24]
- レッドロブスター上池台店[25]
- ドトールコーヒーショップ長原店[26]

### 幼稚園
- 池上みどり幼稚園
- 白百合幼稚園
- 東京昭和幼稚園

### 保育園

#### 区立
- 小池保育園
- 上池台保育園

#### 私立
- ポピンズナーサリースクール長原

### 小学校
- 大田区立小池小学校

### 子育て支援施設
- キッズな洗足池

### 福祉施設
- 上池台高齢者在宅サービスセンター
- さわやかサポート上池台
- 特別養護老人ホーム好日苑
- 上池台障害者福祉会館
- 児童養護施設・救世軍機恵子寮

### 自然
- 洗足小池
- 洗足流れ

### 過去に本社を置いていた企業
- 学習研究社（現：学研ホールディングス）
1962年（昭和37年）から2008年（平成20年）まで上池台に本社を置いていた。現在は品川区西五反田に本社を置いている。なお上池台の本社ビル跡地にはスーパーマーケットのライフ上池台店が建っている。
- ブルーチップ
1967年3月から2004年3月まで本社を置いていた。

## その他

### 日本郵便
- 郵便番号 : 145-0064[2]（集配局 : 田園調布郵便局[27]）。